# معدل أطر

معدل إطارات منخفض للفيديو

معدل الأطر أو تردد الأطر أو مُعَدَّلُ العَرْضِ أو معدّل التأطير (بالإنجليزية: frame rate)، هو التردد (المعدل) الذي ينتجه جهاز التصوير لصور مختلفة متسلسلة (إطارات) في الثانية الواحدة. ينطبق نفس المصطلح على رسوميات الحاسوب، وكاميرات الفيديو، وكاميرات الأفلام، وأنظمة التقاط الحركة.
معدل الأطر غالباً ما يعبر عنه بوحدة «إطار في الثانية» (بالإنجليزية: frames per second أو FPS)، وفي شاشات المسح التقدمي بالهرتز (Hz).

## ألعاب الفيديو
في ألعاب الفيديو يمكن معرفة جودة الحاسوب من خلال {FPS} حيث يكون النظام كالتالي:
20-50′FPS’: جودة ضعيفة.
50-75′FPS’: جودة مستحسنة.
75-110′FPS’: جودة جيدة.
110-200′FPS’: جودة ممتازة.
200-300′FPS’: جودة فائقة الدقة .